# برايان جونز (شاعر)
برايان جونز (بالإنجليزية: Brian Jones)‏ هو شاعر بريطاني، ولد في 10 ديسمبر 1938، وتوفي في 25 يونيو 2009.